# Château de Kiyosu

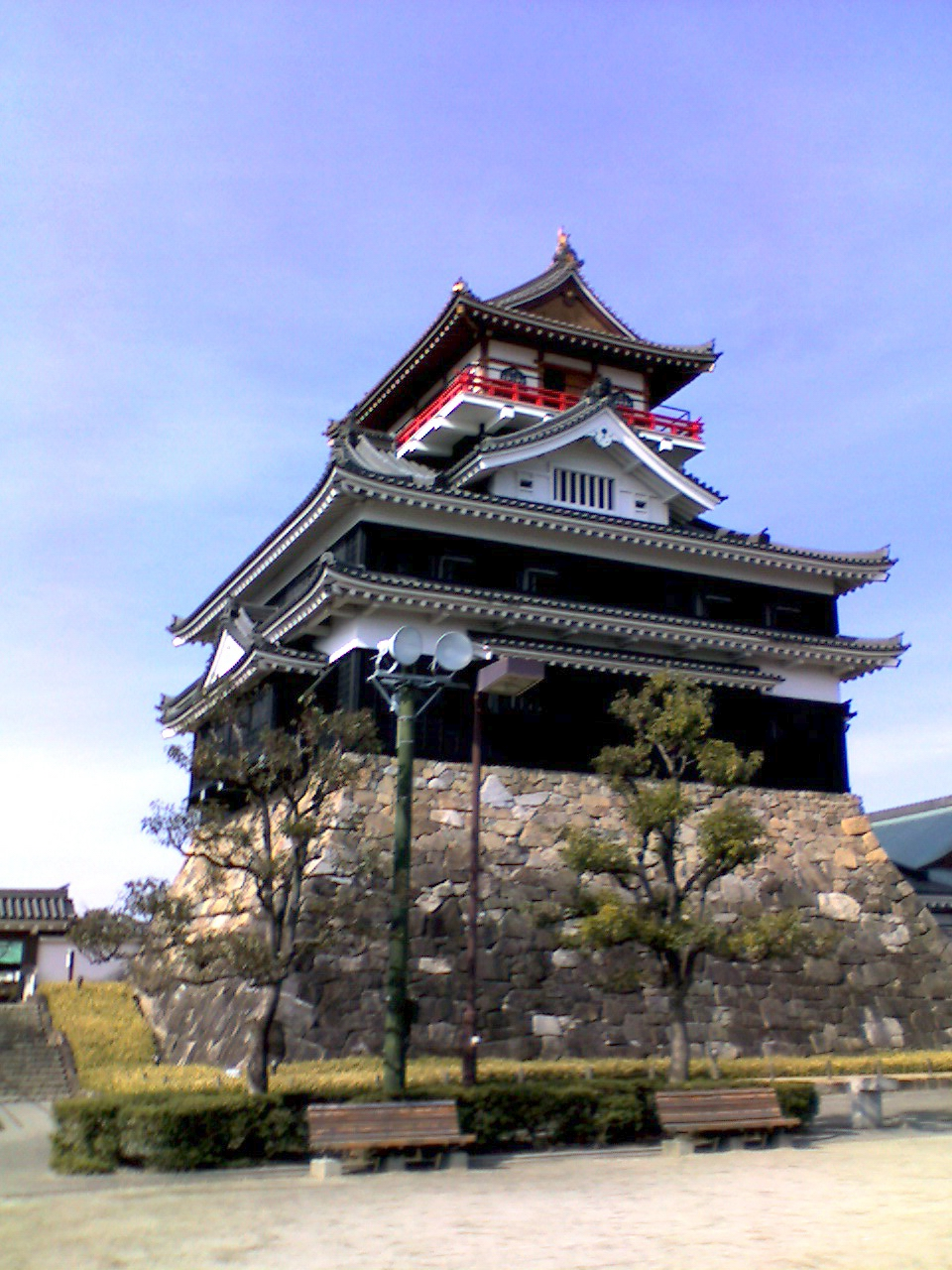
Le tenshu du château de Kiyosu.

Le château de Kiyosu (清洲城, Kiyosu-jō) sert de base d'opérations à Oda Nobunaga durant la seconde moitié de l'époque Sengoku (XVIe siècle) du Japon féodal. Il se trouve dans la ville de Kiyosu (préfecture d'Aichi) au Japon.
L'actuelle reconstruction partielle date de 1989, et a été réalisée à l'occasion du centenaire de la ville moderne de Kiyosu.

## Histoire
Le château de Kiyosu est construit entre 1394 et 1427 et appartient d'abord à Shiba Yoshishige, alors chef du clan Shiba et shugo (gouverneur) de la province d'Owari. Dès que le bâtiment est terminé, Oda Toshisada est installé comme shugodai (vice-gouverneur de la province). Il est possible que le château ait été conçu comme forteresse défensive destinée à protéger le château d'Orizu, siège du gouvernement provincial d'Owari jusqu'à sa destruction à l'issue d'une bataille en 1476. Après la perte du château d'Orizu, le gouvernement se déplace à Kiyosu, ce qui entraîne la prospérité de la ville.
Opérant à partir du château de Nagoya, Oda Nobunaga s'empare du château de Kiyosu en 1555. Après sa mort, son second fils, Nobukatsu, prend le contrôle du château et entreprend des travaux de restauration à grande échelle en 1586.

## Reconstruction
En 1610, la capitale d'Owari est déplacée de Kiyosu à Nagoya toute proche sur l'ordre de Tokugawa Ieyasu. Ville prospère de 60 000 habitants à une époque, presque toute la ville disparaît dans ce qui est appelé le « déménagement de Kiyosu ».
Des parties du château de Nagoya ont été bâties avec des matériaux de construction provenant du démantèlement du château de Kiyosu, entre 1609 et 1613  Comme une partie de ces matériaux avait été prise de la tour du château de Kiyosu, un des noms de la yagura nord-ouest de la forteresse Ofukemaru du château de Nagoya est conséquemment la « yagura de Kiyosu ».
Le château est resté à l'état de ruines jusqu'à la construction d'une réplique de donjon d'époque en béton armé en 1989 afin de commémorer la fondation de la ville. En l'absence de représentation contemporaine, la réplique a été basée sur le donjon du château d'Inuyama
Les kinshachi (金鯱) originaux se trouvent à présent au temple bouddhiste Sōfuku-ji de Gifu dans la préfecture de Gifu voisine.

## Galerie

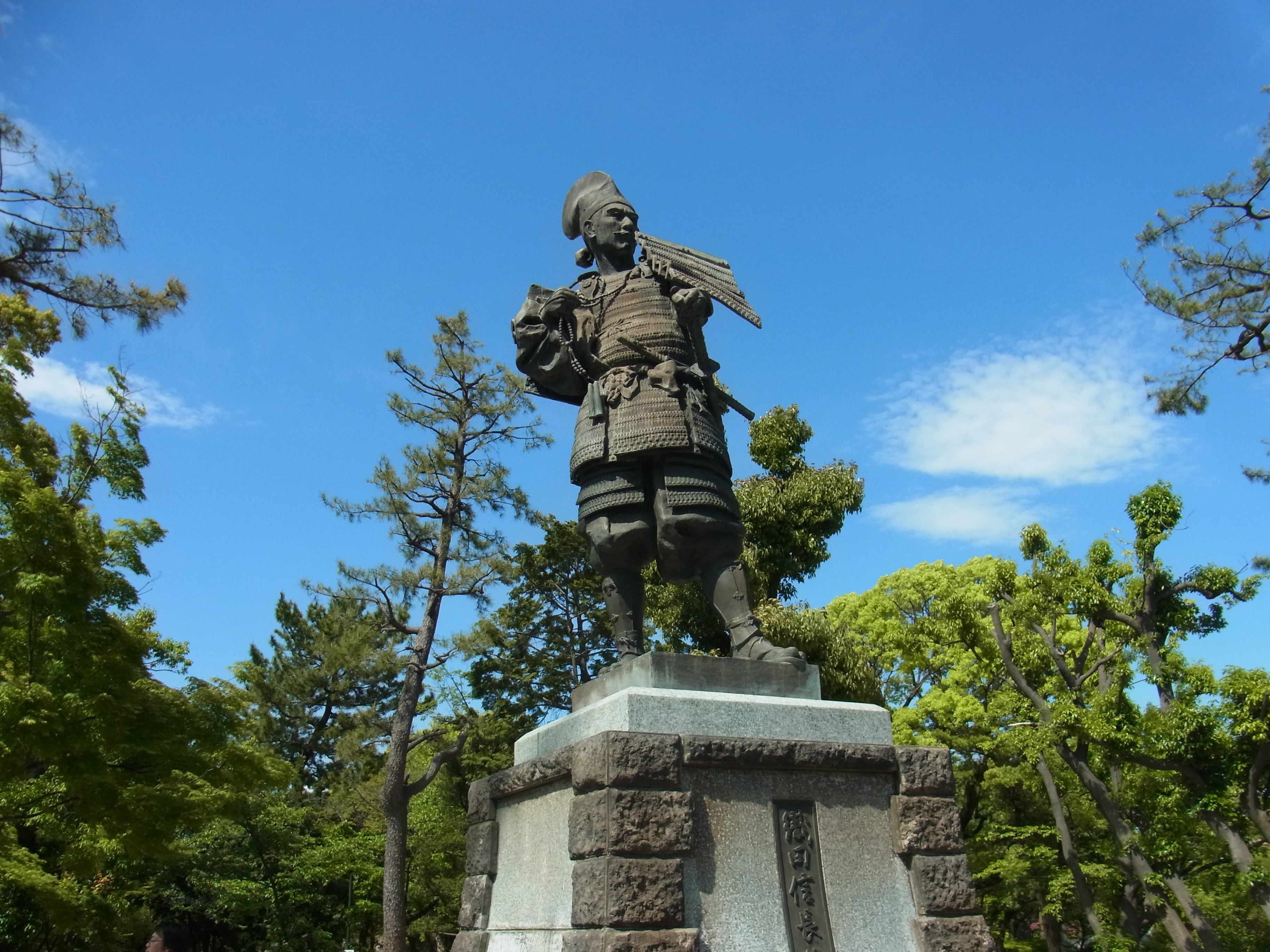
Statue d'Oda Nobunaga.
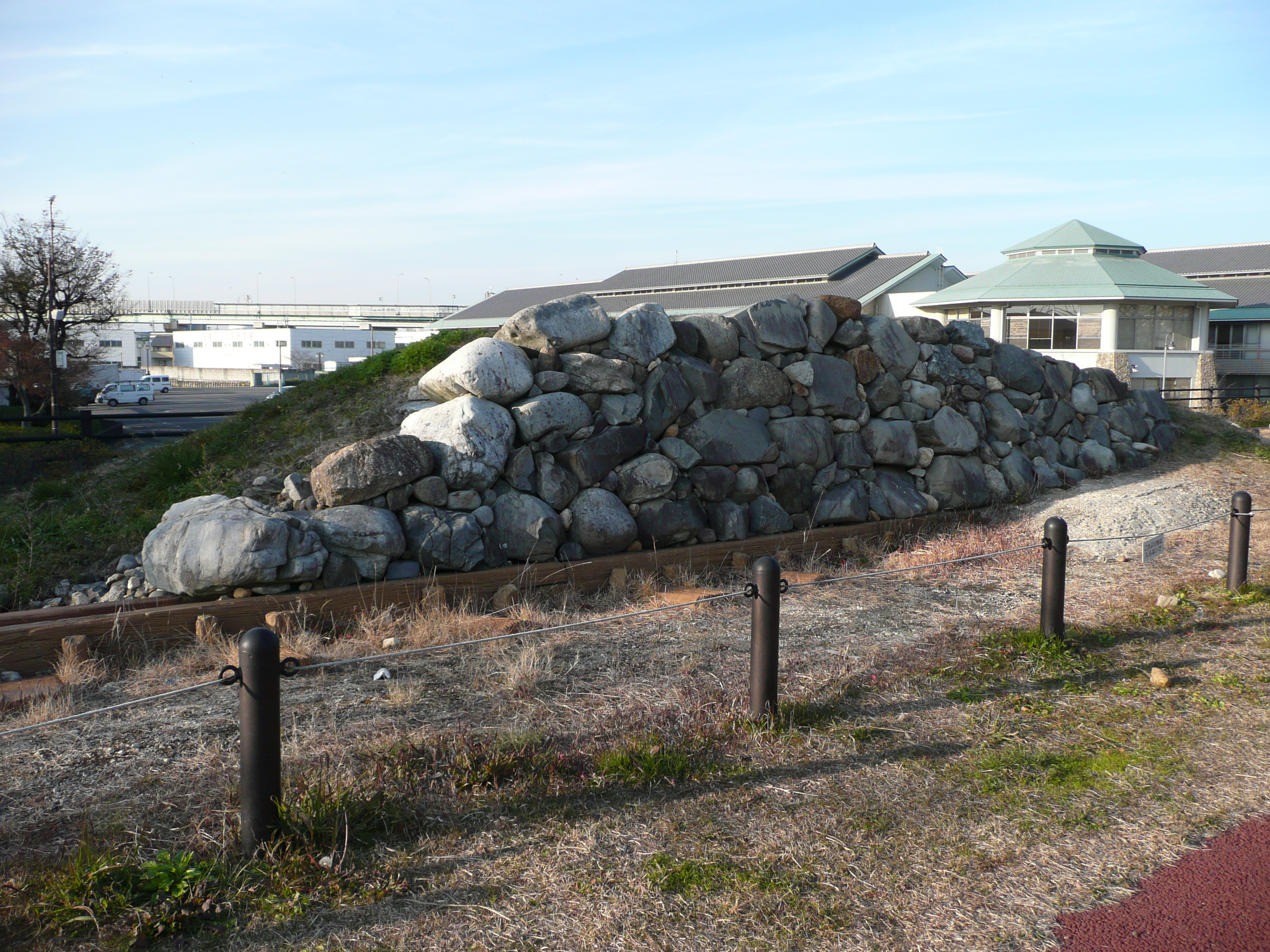
Morceau de mur informe
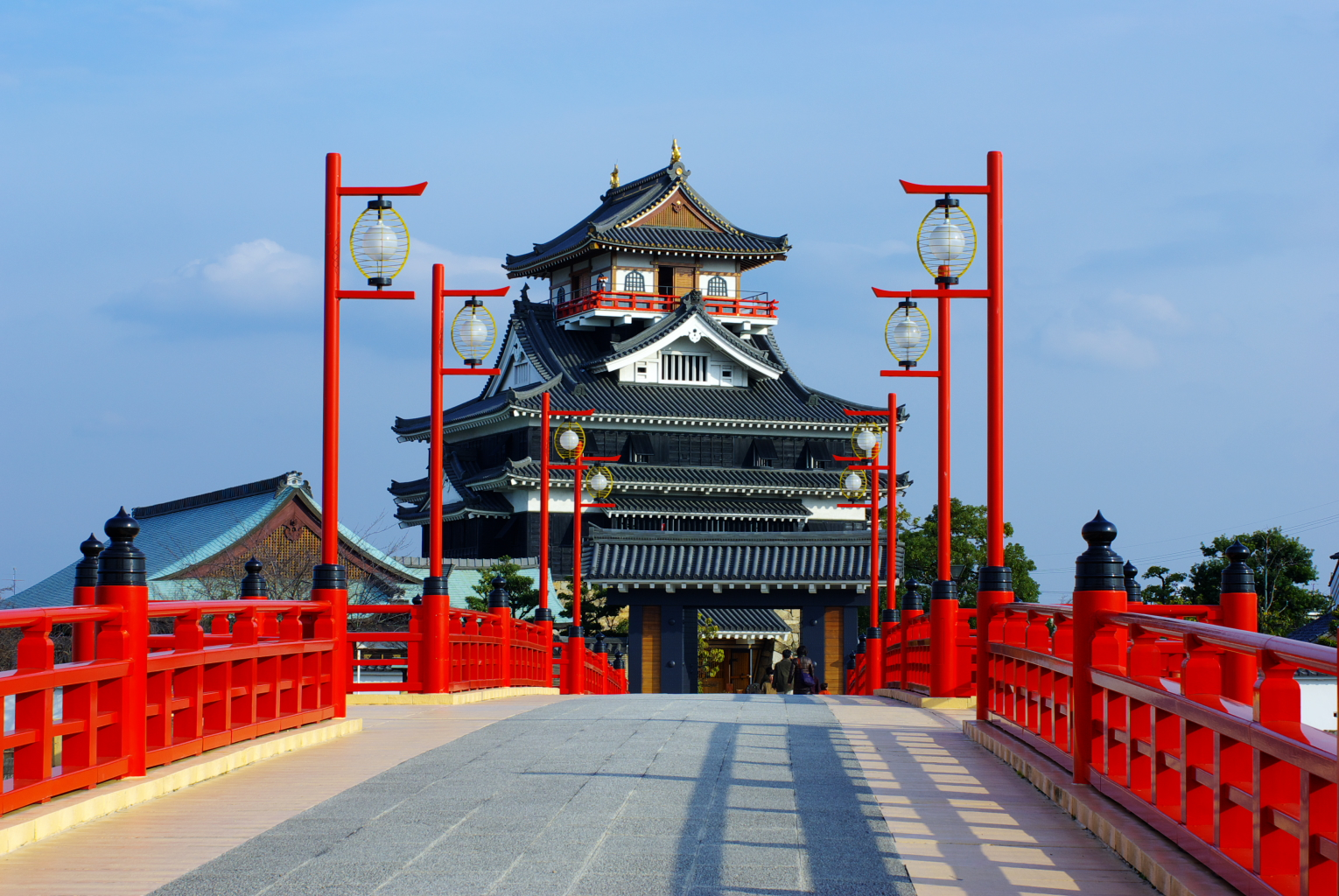
Grand pont et réplique du donjon du château.
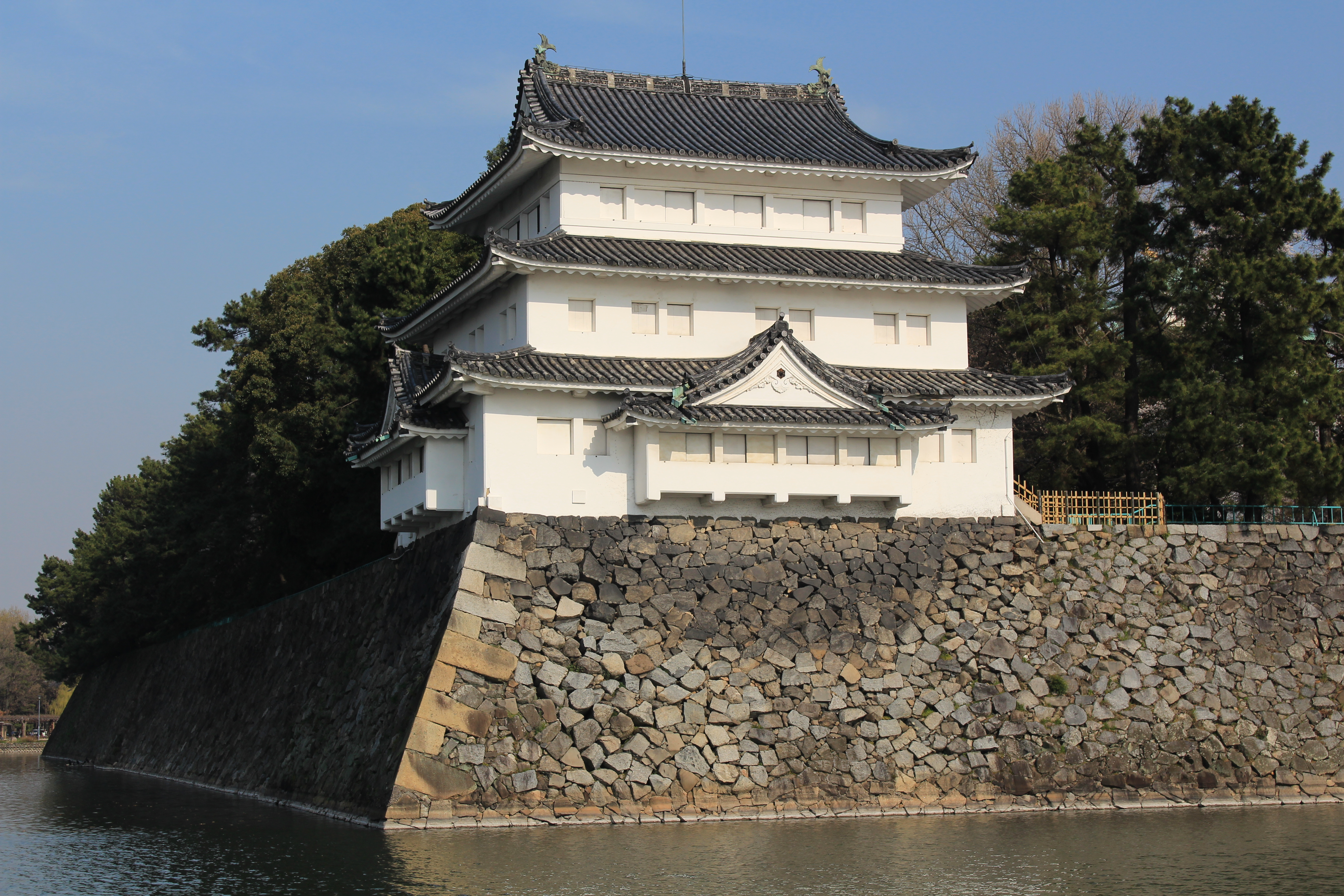
Yagura du château de Nagoya, construite avec des matériaux provenant du château de Kiyosu.